# Lasiorhynchites freidbergi
Lasiorhynchites freidbergi là một loài bọ cánh cứng trong họ Rhynchitidae. Loài này được Legalov & Friedman miêu tả khoa học năm 2007.